# Prosaptia cavisora
Prosaptia cavisora är en stensöteväxtart som först beskrevs av Carl Frederik Albert Christensen, och fick sitt nu gällande namn av Barbara S. Parris. Prosaptia cavisora ingår i släktet Prosaptia och familjen Polypodiaceae. Inga underarter finns listade.